# 靫負部
靫負部（ゆげいべ）とは、大化改新以前に朝廷を守護した職業部(品部)。国造の子弟を貢上させて組織したもので、王族に近侍し、親衛軍として奉仕したものである。靫部とも表記される。

## 概要
「靫負」とは「ユキオヒ」で、矢を入れる道具である靫を背負うものを指す。舎人部（とねりべ）とともに、ヤマト王権の親衛軍の中核を構成していたと推定され、丹比靫負部（反正天皇）・刑部靫部（おさかべのゆげいべ）（忍坂大中姫）、白髪部靫負（しらかべのゆげい）（清寧天皇）、勾靫部（まがりのゆげいべ）（安閑天皇）などが見られ、天皇や皇后の名を負う名代（なしろ）として組織されている。
ただし、このような組織は、大和王権特有のものではなく、水野正好によると、関東地方の6世紀の古墳の人物埴輪群から、馬を牽く人物は馬飼部、甲冑を帯び、靫などを負う武人群は靫負部に相当する、と述べている。
舎人・膳夫（かしわで）などとともに、国造の子弟よりなる靫負と、それを資養するために置された名代・子代を、大伴氏が統率する官司制的な組織とみられている。その関係性については、天孫降臨神話や大化改新の際の大伴長徳などのほかに、『日本書紀』巻第七には、日本武尊が甲斐国酒折宮にて、「靫部」を大伴氏の祖先である武日に与えたというエピソードが記されている。大伴氏と靫負との関係については、『新撰姓氏録』「左京神別」大伴宿禰の項目や、『令集解』所収の職員令に引用される弘仁2年11月28日官符にも記載されている。
律令制下では、衛門府に機能が継承されている。